# 아빠 안녕 (1963년 영화)
"아빠 안녕"은 1963년 공개된 대한민국의 영화이다.

## 배역
- 김진규
- 엄앵란
- 조미령
- 남미리